# Oggi sposi (romanzo)
Oggi sposi (in inglese Blue Heaven, 1988) è il primo romanzo dello scrittore e sceneggiatore Joe Keenan. È una commedia a tematica gay su un gruppo di quattro amici che rimangono incastrati in uno sfortunato tentativo di truffare una famiglia mafiosa simulando un matrimonio e scappando con i ricchi regali delle rispettive famiglie.

## Trama
Gilbert Selwyn e Moira Finch normalmente non si sopportano, ma hanno in comune un'avversione per il lavoro onesto e due famiglie acquisite facoltose. I due però hanno un piano: intendono sposarsi.
Avendo recentemente partecipato al matrimonio della “grassa cugina Steffie”, Gilbert si è reso conto che la famiglia del suo patrigno, normalmente alquanto tirchio, è diventata incredibilmente generosa in occasione di un matrimonio in famiglia; allo stesso modo il patrigno di Moira, Ducadel Dorset, sarebbe pronto a coprire la coppia di regali di gran valore. Gilbert stima che lui e Moira potrebbero farsi 100.000 dollari a testa sposandosi, vivendo sotto lo stesso tetto per un periodo ragionevole e poi divorziando.
Il problema è che per la riuscita del piano a Gilbert serve un testimone pronto a giurare che la sua omosessualità è stata "solo una fase". La scelta cade su Philip Cavanaugh, narratore della storia, migliore amico ed ex amante di Gilbert, aspirante scrittore di canzoni. Inizialmente Phillip non vuole aver nulla a che fare con il piano, avendo già sperimentato i risultati disastrosi dei precedenti piani di Gilbert per diventare ricco in fretta, ma si convince quando Gilbert gli offre una fetta della torta.
La madre di Moira, la Duchessa, dichiara al telefono di non avere liquidi per pagare il matrimonio e suggerisce a Moira di anticipare la somma usando il suo fondo fiduciario, ma purtroppo Moira ha già sottratto i soldi del fondo d'accordo col suo bancario Winslow per perderli in investimenti assurdi.Moira decide quindi di far pagare tutto il matrimonio al patrigno di Gilbert, Tony Cellini, e di farsi rimborsare lo stesso da sua madre.
A pranzo con Maddie, Phillip si impaurisce a sentir parlare delle misteriose attività di Tony e delle morti "accidentali" tra i parenti, ma i suoi sospetti vengono bollati come assurdi da Gilbert e Moira. Phillip però decide di confidarsi con la sua amica Claire Simmons. Invitati alla festa di Natale a casa Cellini, dove Claire si rende conto che in effetti si tratta di una famiglia di mafiosi e, con orrore di tutto il gruppo, che Moira vuole proseguire con la truffa ai loro danni.
Per districarsi dalla situazione fattasi ormai pericolosa, Claire Phillip e Gilbert cercano di informare la Duchessa della truffa di Moira sul suo fondo fiduciario ma, sfortunatamente, i loro tentativi vengono bloccati dal maggiordomo della Duchessa, mentre Moira comincia a sospettare di Gunther Von Steigel e Vulpina e di conseguenza inizia a vendicarsi di loro, complicando ancora di più il quadro di questa commedia degli equivoci.
Da qui in poi, la trama si infittisce di colpi di scena e rivelazioni clamorose fino a un gran finale nel giorno delle nozze.

## Personaggi
- Gilbert Selwyn, un gay New Yorchese ossessionato dal sesso, grande amico di Philip Cavanaugh. Gilbert è perennemente povero e sempre in cerca di scorciatoie per fare un po' di soldi. Gilbert desidera ardentemente essere uno scrittore, purché questo non implichi il mettersi di buona lena a provare a scrivere.
- Philip Cavanaugh, il narratore, è il paziente miglior amico di Gilbert e New Yorchese anche lui. Ragazzo di Gilbert negli anni dell'adolescenza (fino alla separazione, provocata da uno sfortunata infestazione di piattole prese da uno dei molti amanti attempati di Gilbert), Philip è uno scrittore di moderato talento che tenta di sfondare. Riluttante a prendere parte ai piani di Gilbert, alla fine si arrende per soldi, fama, o perché attratto da promesse di “bella vita”.
- Claire Simmons, l'altra amica, eterosessuale, di Philip. Anche Claire è un'autrice di talento moderato che fa fatica a sfondare, è una donna sovrappeso, e coltiva una profonda ripugnanza per Gilbert Selwyn. Claire è, tra gli amici di Philip, la più equilibrata e di solito lo trae fuori dagli impicci creati da Gilbert. Claire e Philip collaborano cercando di creare il prossimo grande romanzo o Pezzo teatrale.
- Moira Finch, un'oziosa New Yorchese. Moira ha sogni di Gloria ma un'assoluta mancanza di classe (per esempio, in passato ha investito il suo intero fondo fiduciario in pasta di design). Sebbene Gilbert, Philip e Claire odino Moira, finiscono sempre per imbattersi in lei ed essere costretti a partecipare ai suoi piani, spesso illegali.
- Vulpina, la migliore amica di Moira, sempre corrucciata, magrissima, stilista Goth.
- Gunther Von Steigle, attore sosia di Boris Karloff afflitto da un terribile acne. È nemico giurato di Gilbert, da quando Gilbert si è portato a letto e poi scaricato l'amore di Gunther.
- Madeleine Cellini detta Maddie, la madre di Gilbert, vedova e da poco risposata con Tony Cellini, Mafioso new yorchese. Essendo un po' spostata, non si rende bene conto delle attività del nuovo marito.
- Tony Cellini, il nuovo patrigno di Gilbert. Molto devoto alla moglie Maddie, nutre sospetti sullo stile di vita stranamente tutto al maschile di Gilbert.
- Freddy Bombelli, il vecchio capofamiglia del clan di Tony Cellini, con un debole per Moira.
- La Duchessa del Dorset, mamma di Moira. Cresciuta a Pittsburgh, ha sposato un Duca britannico e si è trasferita in Inghilterra. Ha una voce che ricorda moltissimo quella di Hermione Gingold. Ma potrebbe non essere chi dice di essere.
- Winslow Potts, il bancario travestito, drogato, alcolizzato che maneggia il fondo di Moira.

## Edizioni italiane
Il libro è stato pubblicato in italiano nelle seguenti edizioni:
- Joe Keenan, Oggi sposi, Zelig Editore, Collana Le Vele, 1998,  p. 338, ISBN 9788886471763.
- Joe Keenan, Oggi sposi, Zelig Editore, 2003,  p. 338, ISBN 9788888809199.